# Raymond Chandler
Raymond Thornton Chandler (født 23. juli 1888, død 26. marts 1959) var en amerikansk forfatter.
Havde en uddannelse i klassiske sprog, som han tog i England. Har arbejdet som oliedirektør i USA, indtil han blev fyret for druk og forsømmelighed i 1932. Han har skrevet en række digte, noveller og essays, men er primært kendt for sine syv kriminalromaner om privatdetektiven Philip Marlowe. Romanerne i denne serie betragtes som klassikere i kriminal-genren.

### Serien med Philip Marlowe
- Den lange søvn (1939)
- Farvel min elskede (1940)
- Det høje vindue (1942)
- Kvinden i søen (1943)
- Lille søster (1949)
- Det lange farvel (1954)
- Blindebuk (1958)

i alt
- 1939 Den lange søvn
- 1940 Farvel min elskede
- 1942 Det høje vindue
- 1943 Kvinden i søen
- 1946 Perler er en plage (noveller)
- 1949 Lille søster
- 1953 Det lange farvel
- 1958 Blindebuk
- 1964 Killer in the Rain (noveller) (Ikke udgivet på dansk)
- 1965 Nat over Noon Street (noveller)
- 1965 Nevada gas (noveller)
- 1965 Små slyngler skyder ikke (noveller)
- 1986 Chandler's blues: Raymond Chandler's kriminalnoveller (noveller)